# Runnarijärvi
Runnarijärvi är en sjö i Gällivare kommun i Lappland och ingår i Kalixälvens huvudavrinningsområde. Sjön har en area på 0,564 kvadratkilometer och ligger 340,8 meter över havet. Sjön avvattnas av vattendraget Runnarjoki.

## Delavrinningsområde
Runnarijärvi ingår i det delavrinningsområde (748178-175403) som SMHI kallar för Utloppet av Runnarijärvi. Medelhöjden är 393 meter över havet och ytan är 52,62 kvadratkilometer. Det finns inga avrinningsområden uppströms utan avrinningsområdet är högsta punkten. Runnarjoki som avvattnar avrinningsområdet har biflödesordning 4, vilket innebär att vattnet flödar genom totalt 4 vattendrag innan det når havet efter 225 kilometer. Avrinningsområdet består mestadels av skog (70 procent) och sankmarker (24 procent). Avrinningsområdet har 1,09 kvadratkilometer vattenytor vilket ger det en sjöprocent på 2,1 procent. Bebyggelsen i området täcker en yta av 0,29 kvadratkilometer eller 1 procent av avrinningsområdet.